# Coupe d'Afrique des nations féminine des moins de 20 ans
La Coupe d'Afrique des nations féminine de football des moins de 20 ans est une compétition réservée aux sélections nationales reconnues par la Confédération africaine de football (CAF) dans la catégorie d'âge des moins de 20 ans. Elle est organisée par la CAF depuis 2002. La compétition sert de tournoi qualificatif pour désigner les sélections africaines participant à la Coupe du monde de football féminin des moins de 20 ans.

## Histoire
Le premier Championnat d'Afrique féminin a lieu en 2002 et est réservé aux joueuses de moins de 19 ans. Le Nigeria remporte la compétition en finale face à l'Afrique du Sud.
À partir de 2006, deux équipes africaines participent à la Coupe du monde des moins de 20 ans : le Championnat d'Afrique féminin s'arrête alors au stade des demi-finales pour désigner les deux représentants africains en Coupe du monde. Le tournoi est alors ouvert aux équipes nationales des moins de 20 ans et il n'y a plus de titre de champion d'Afrique attribué.
En 2006, le Nigeria et la RD Congo se qualifient pour les éditions 2006 et 2008 de la Coupe du monde des moins de 20 ans. En 2010 et en 2012, les sélections du Nigeria et du Ghana se qualifient,.

## Palmarès
| Édition | Année | Vainqueur                                   |
| ------- | ----- | ------------------------------------------- |
| 1re     | 2002  | Nigeria                                     |
| Édition | Année | Qualifiés pour la Coupe du monde            |
| 2e      | 2006  | Nigeria et République démocratique du Congo |
| 3e      | 2010  | Nigeria et Ghana                            |
| 4e      | 2012  | Nigeria et Ghana                            |
| 5e      | 2014  | Nigeria et Ghana                            |
| 6e      | 2015  | Nigeria et Ghana                            |
| 7e      | 2018  | Nigeria et Ghana                            |
| 8e      | 2022  | Nigeria et Ghana                            |
| 9e      | 2024  | Cameroun, Maroc, Nigeria et Ghana           |